# آوریش (ناحیه)
آوریش (ناحیه) (به آلمانی: Landkreis Aurich) یک منطقهٔ روستائی در آلمان است که در نیدرزاکسن واقع شده‌است.

## خصوصیات
آوریش ۱۸۷٬۷۰۰ نفر جمعیت دارد.